# Metoda končnih elementov
Metóda kônčnih elemêntov (okrajšava MKE; angleško finite element method (FEM)) je računska tehnika za iskanje približnih rešitev parcialnih diferencialnih enačb (PDE) kot tudi integralskih enačb. Pristop reševanja temelji ali na popolni odpravi diferencialne enačbe (problemi enoličnih stanj) ali z zapisom PDE s približnim sistemom navadnih diferencialnih enačb, ki se potem reši s standardnimi postopki, kot sta na primer Eulerjeva metoda, Runge-Kuttova metoda ipd.
Pri reševanju parcialnih diferencialnih enačb je glavni izziv izdelava enačbe, ki aproksimira iskano enačbo, vendar je računsko stabilna, kar pomeni da se napake vhodnih podatkov in vmesnih izračunov ne nabirajo in povzročajo rezultatov brez pomena. Obstaja več različnih načinov za to, vsak s svojimi prednostmi in slabostmi. MKE je dobra izbira za reševanje PDE zapletenih problemov (npr. v avtomobilski industriji ali pri naftnih cevovodih), ko se pričakovana točnost spreminja po vsem obravnavanjem območju, ali če rešitev ni dovolj gladka. Pri računalniških simulacijah čelnih trkov je na primer možno povečati pričakovano točnost v »pomembnih« območjih, kot je sprednji del avtomobila, in jo zmanjšati v zadnjem delu, ter tako zmanjšati ceno simulacije. Drug zgled je na primer simulacija vremenskih vzorcev na Zemlji, kjer so točne napovedi nad kopnim pomembnejše od napovedi nad odprtimi morji.

## Razvoj MKE
Metoda končnih elementov izhaja iz potreb za reševanje zapletenih problemov o prožnosti (elastičnosti), strukturni analizi v gradbeništvu, strukturni mehaniki in letalski industriji v 1930-ih. Njenemu razvoju se lahko sledi do del Alexandra Hrennikoffa (1941) in Richarda Couranta (1942).
V Sovjetski zvezi je uvedba praktične uporabe metode po navadi povezana z Leonardom Oganesjanom. Leta 1963 je objavil sodobno formulacijo metode.
Na Kitajskem je v poznih 1950-ih in zgodnjih 1960-ih na podlagi računov konstrukcij jezov Feng Kang predlagal sistematično računsko metodo za reševanje PDE. Metoda se je imenovala metoda končnih razlik na podalagi variacijskega načela, kar predstavlja drugi neodvisni izum MKE.
Čeprav se začetni pristopi precej razlikujejo, imajo skupno značilnost: mrežno diskretizacijo zveznega območja na množico diskretnih podpodročij, po navadi imenovanih elementi.
Hrennikoff je diskretiziral območje s pomočjo analogije z rešetko, Courant pa je razdelil območje v končna trikotniška podpodročja za rešitev eliptičnih PDE 2. stopnje, ki izhajajo iz problema o vzvoju (torziji) valja. Courantov pristop je bil velik korak predhodnim raziskavam razvoja PDE Rayleigha, Ritza in Galjorkina.
Za razvoj MKE je pomembno tudi obdobje vesoljskih raziskav v 1950-ih. Razvoj MKE se je začel v poznih 1950-ih za letalska ogrodja in strukturno analizo, ter dobil zagon na Univerzi v Stuttgartu prek dela Johna Argyrisa, na Univerzi Kalifornije v Berkeleyju z delom Rayja Clougha v 1960-ih pri gradbeniških problemih , dela Olgierda C. Zienkiewicza s sodelavcema Ernestom Hintonom in Bruceom M. Ironsom ter drugimi na Univerzi v Swanseau, delom Philippea Gastona Ciarleta na Univerzi Paris VI ter delom Richarda Gallagherja s sodelavci na Univerzi Cornell.
Do poznih 1950-ih so razvili glavne poteze trdnostne matrike in sestavo elementov do takšne oblike, ki se uporablja danes. NASA je leta 1965 podala željo za predloge razvoja programa NASTRAN. Na Univerzi Kalifornije v Berkleyju so izdelali program končnih elementov SAP IV, ki je bil široko na voljo. Na Norveškem je društvo za razvrščanje ladij Det Norske Veritas (sedaj DNV GL) leta 1968 kupilo programsko svito SESAM za rabo pri analizi ladij. Program so razvili na tedanjem Norveškem tehnološkem inštitutu (NTH) sredi 1960-ih.
Strogo matematično osnovo za metodo sta leta 1973 pripravila matematika Strang in Fix v svojem delu Analiza metode končnih elementov (An Analysis of The Finite Element Method). Metodo so od tedaj posplošili na področja uporabne matematike za računsko modeliranje fizikalnih sistemov na različnih področjih tehnike, na primer: v elektrodinamiki, prenosu toplote, modeliranju procesov difuzije, dinamiki tekočin, teoriji preoblikovanja ipd.